# Israel Levin
Israel Salomon Levin (født 16. maj 1810 i Randers, død 4. juni 1883 i København) var en dansk filolog, der i en periode virkede som Søren Kierkegaards sekretær.
Han blev student fra Randers lærde Skole 1829, tog Anden Eksamen men ingen embedseksamen. Levin markerede sig som kender af dansk sprog fra 1500-tallet til 1800-tallet, og i 1844 udgav Levin første bind af sin Haandbog i det danske Sprogs Grammatik,
men da han ofte blev involveret i strid med andre sprogfolk, kom der ikke flere bind.
Han efterlod ca. 150.000 sedler med ordbogsstof (mange af disse med Kierkegaard-citater), som senere fik stor betydning for Ordbog over det Danske Sprog.
Levin er begravet på Mosaisk Nordre Begravelsesplads.

## Reference
1. ↑  Kampe på sprogets slagmark, Sproglaboratoriet 31. januar 2013 kl. 11:03 på P1
2. ↑  Israel Levin (1844), Dansk Lydlære og Dansk Kjønslære, København, OCLC 25468913, Wikidata  Q76118914